# Gasometer (Wenen)

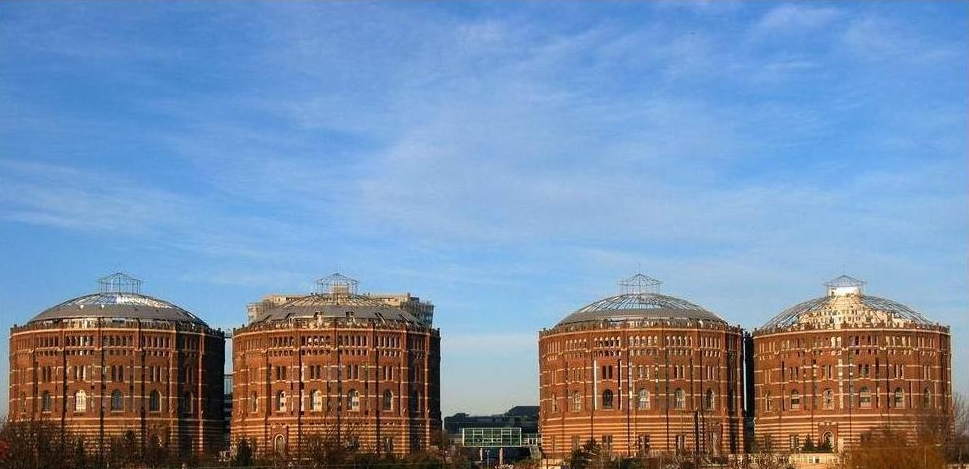
De vier tanks van het Gasometercomplex

Gasometer is een gebouwencomplex in de Oostenrijkse stad Wenen, dat bestaat uit vier, heringerichte gasopslagtanks.
De vier tanks werden in de periode 1896 - 1899 gebouwd en konden elk 90.000 m³ gas opslaan. In 1978 kregen de tanks een monumentenstatus. Een paar jaar later in 1984 werden ze buiten gebruik gesteld.

## Nieuwe inrichting
In 1995 besloot het stadsbestuur om de tanks als woningen in te laten richten. Er werd een ontwerpwedstrijd uitgeschreven en de winnende architecten konden elk één tank herinrichten. De winnende architecten waren:
- Jean Nouvel, Gasometer A
- Coop Himmelb(l)au, Gasometer B
- Manfred Wehdorn, Gasometer C
- Wilhelm Holzbauer, Gasometer D

In de jaren 1999 en 2000 werden de ontwerpen uitgevoerd.

## Trivia
- De naam is afgeleid van het Duitse woord Gasometer, wat Gashouder betekent.
- Het complex diende als decor in de James Bondfilm The Living Daylights.

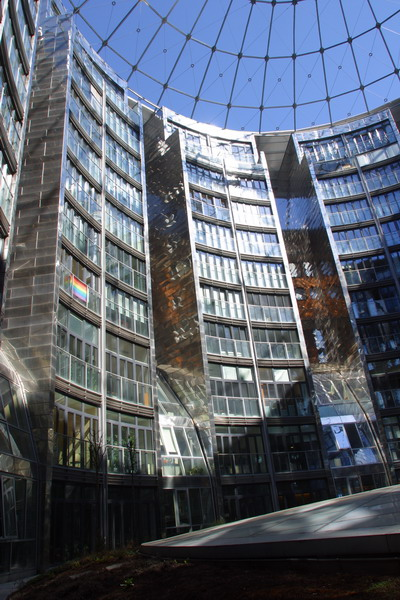
Gasometer A
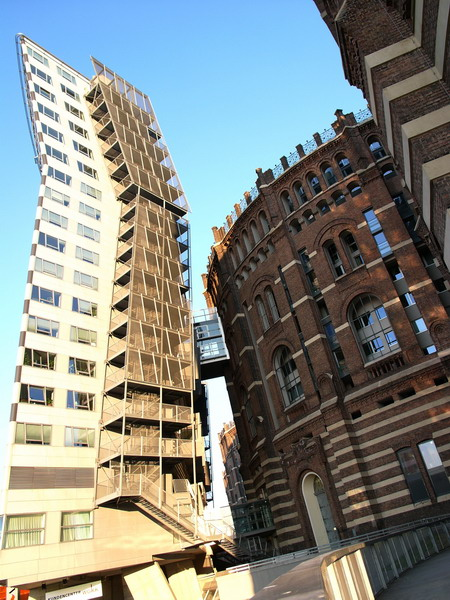
Gasometer B
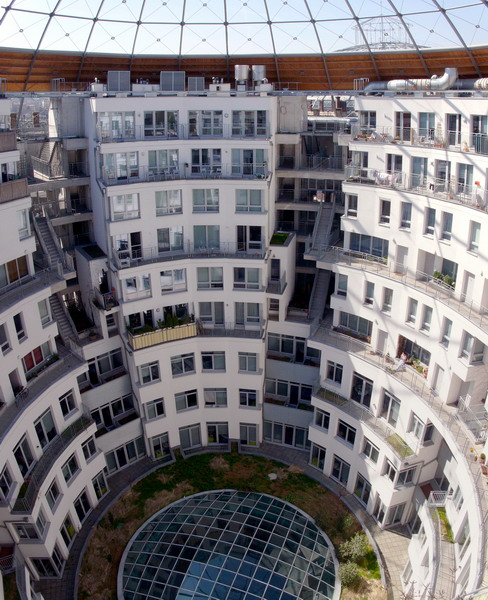
Gasometer C
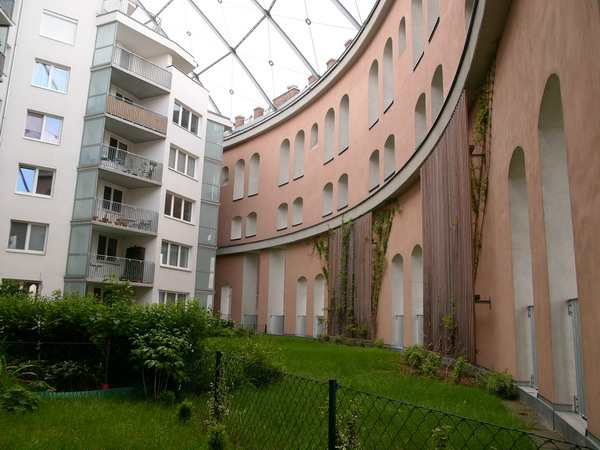
Gasometer D